# Sindhudurg (Distrikt)
Der Distrikt Sindhudurg (Marathi: सिंधुदुर्ग जिल्हा) ist einer von 35 Distrikten des Staates Maharashtra in Indien.
Der Hauptort Oros zählt weniger als 5.000 Einwohner. Die letzte Volkszählung im Jahr 2011 ergab eine Gesamtbevölkerungszahl von 849.651 Menschen.

## Geschichte
Von vorchristlicher Zeit bis ins Jahr 1312 wurde das Gebiet – wie die ganze Region – von diversen buddhistischen und hinduistischen Herrschern regiert. Der erste namentlich bekannte Staat war das Maurya-Reich, die letzte nichtmuslimische Dynastie waren die Yadavas von Devagiri.
Nach jahrzehntelangen militärischen Auseinandersetzungen mit muslimischen Regenten im Norden Indiens erfolgte zwischen 1312 und 1470 die Besetzung durch muslimische Heere. Ab 1500 kam es zu heftigen Kämpfen um die Herrschaft an der Küste zwischen den muslimischen Herrschern und den Portugiesen. Danach herrschten verschiedene muslimische Dynastien (Sultanat Delhi, Bahmani, Dekkan-Sultanate und die Grossmoguln). Ab 1675 wurde das Gebiet Teil des hinduistischen Marathenreichs. Nach der Niederlage der Marathen gegen die Briten kam es zum Britischen Empire, genauer zur britischen Verwaltungsregion Bombay Presidency. Das Gebiet erhielt den Namen Distrikt South Konkan. Im Jahre 1830 wurde dieser Distrikt in den Distrikt Thana eingegliedert. Jedoch entstand er bereits 1832 unter dem Namen Ratnagiri neu. Mit der Unabhängigkeit Indiens 1947 und der Neuordnung des Landes wurde es 1950 Teil des neuen Bundesstaats Bombay State. 1948 wuchs der Distrikt durch die Eingliederung des Prinzenstaates Sawantwadi. Im Jahre 1960 wurde Bombay State geteilt und das Gebiet kam zum neu geschaffenen Bundesstaat Maharashtra. Am 1. Mai 1981 wurde der Distrikt Ratnagiri geteilt. Aus dem ausgegliederten Teil entstand der Distrikt Sindhudurg.

## Bevölkerung

### Bevölkerungsentwicklung
Wie überall in Indien wuchs die Einwohnerzahl im Distrikt Sindhudurg jahrzehntelang stark an. Doch sank die Zahl der Bewohner in den Jahren 2001–2011 um mehr als 2 Prozent (−2,21 %). In diesen zehn Jahren nahm die Bevölkerung um beinahe 20.000 Menschen ab. Die genauen Zahlen verdeutlicht folgende Tabelle:

### Bedeutende Orte
Einwohnerstärkste Ortschaft des Distrikts ist Sawantwadi mit rund 24'000 Bewohnern. Weitere bedeutende Städte mit einer Einwohnerschaft von mehr als 10.000 Menschen sind Malwan, Kankavli, Kudal und Vengurla. Die städtische Bevölkerung macht nur 12,59 Prozent der gesamten Bevölkerung aus.

### Bevölkerung des Distrikts nach Bekenntnissen
Eine klar überwiegende Mehrheit der Bevölkerung sind Hindus. Kleinere Minderheiten bilden die Buddhisten, Muslime und Christen. Die genaue religiöse Zusammensetzung der Bevölkerung zeigt folgende Tabelle:
| Jahr                                | Buddhisten | Buddhisten | Christen | Christen | Hindus  | Hindus  | Jainas | Jainas | Muslime | Muslime | Sikhs | Sikhs  | Andere | Andere | keine Angaben | keine Angaben | Total     | Total    |
| Jahr                                | Zahl       | %          | Zahl     | %        | Zahl    | %       | Zahl   | %      | Zahl    | %       | Zahl  | %      | Zahl   | %      | Zahl          | %             | Einwohner | %        |
| ----------------------------------- | ---------- | ---------- | -------- | -------- | ------- | ------- | ------ | ------ | ------- | ------- | ----- | ------ | ------ | ------ | ------------- | ------------- | --------- | -------- |
| 2001                                | 24.320     | 2,80 %     | 16.001   | 1,84 %   | 802.498 | 92,37 % | 1.437  | 0,17 % | 23.668  | 2,72 %  | 284   | 0,03 % | 57     | 0,01 % | 560           | 0,06 %        | 868.825   | 100,00 % |
| Quelle: Volkszählung in Indien 2001 |            |            |          |          |         |         |        |        |         |         |       |        |        |        |               |               |           |          |

### Bevölkerung des Distrikts nach Sprachen
Eine klar überwiegende Mehrheit von rund 88 Prozent der Bevölkerung spricht Marathi. Eine bedeutende sprachliche Minderheit ist Malwani (eine Konkani-Sprache). Konkani, Kannada, Urdu und Hindi werden von jeweils über 10.000 Menschen gesprochen. Die genaue sprachliche Zusammensetzung der Bevölkerung zeigt folgende Tabelle:
| Jahr                                | Marathi | Marathi | Malwani | Malwani | Konkani | Konkani | Kannada | Kannada | Urdu   | Urdu   | Hindi  | Hindi  | Marwari | Marwari | Andere | Andere | Total     | Total    |
| Jahr                                | Zahl    | %       | Zahl    | %       | Zahl    | %       | Zahl    | %       | Zahl   | %      | Zahl   | %      | Zahl    | %       | Zahl   | %      | Einwohner | %        |
| ----------------------------------- | ------- | ------- | ------- | ------- | ------- | ------- | ------- | ------- | ------ | ------ | ------ | ------ | ------- | ------- | ------ | ------ | --------- | -------- |
| 2001                                | 767.533 | 88,34 % | 38.025  | 4,38 %  | 14.192  | 1,63 %  | 11.982  | 1,38 %  | 11.532 | 1,33 % | 10.049 | 1,16 % | 5.150   | 0,59 %  | 10.362 | 1,19 % | 868.825   | 100,00 % |
| Quelle: Volkszählung in Indien 2001 |         |         |         |         |         |         |         |         |        |        |        |        |         |         |        |        |           |          |